# Slottet i Montsoreau
Slottet i Montsoreau (franska: Château de Montsoreau) är ett renässansslott beläget i Montsoreau i Loiredalen i västra Frankrike, 250 kilometer från Paris.
I slottet finns sedan 2016 Château de Montsoreau – musée d'Art contemporain, Museet för samtidskonst, som grundades av den franske samtidskonstsamlaren Philippe Méaille och som innehåller världens största konstsamling av de radikala konceptkonstnärerna inom Art & Language.
Slottet har varit listat som ett historiskt monument hos det franska kulturdepartementet sedan 1862. Loiredalen mellan Sully-sur-Loire och Chalonnes-sur-Loire, inklusive Montsoreau och slottet i Montsoreau, lades till på UNESCOs världsarvslista år 2000.

## Struktur
Slottet i Montsoreau är uppkallat efter berget (franska: mont) Soreau (latin:  Monte Sorello / Mons Sorello). Detta slott är det enda av alla Loire-slott som har uppförts på Loires flodbädd.
Slottet består av 25 rum, 23 öppna spisar och 6 trappor.

## Arkitektur
Montsoreau är känt för att vara det första slottet som byggdes i Loiredalen. Slottet byggdes av Jean II de Chambes, rådgivare till Karl VII av Frankrike. Jean II de Chambes var Frankrikes ambassadör i Turkiet och Venedig, och han lät uppföra slottet vid Loires strand likt de venetianska palatsen. Denna placering var ovanlig i Frankrike vid denna tid.
Slottets arkitektoniska stil uppvisar en övergång från medeltida arkitektur (militär arkitektur) till renässansarkitektur (bostadsarkitektur).

## Historia
Det har funnits tre större byggnader belägna på berget Soreau:
- Ett gallo-romerskt tempel eller en administrativ byggnad.[19]
- En medeltida fästning som byggdes av Eudes I av Blois, och som kort därefter byggdes om av Fulk III av Anjou.[20]
- Ett renässansslott som byggdes omedelbart efter hundraårskrigets slut.

## Bilder

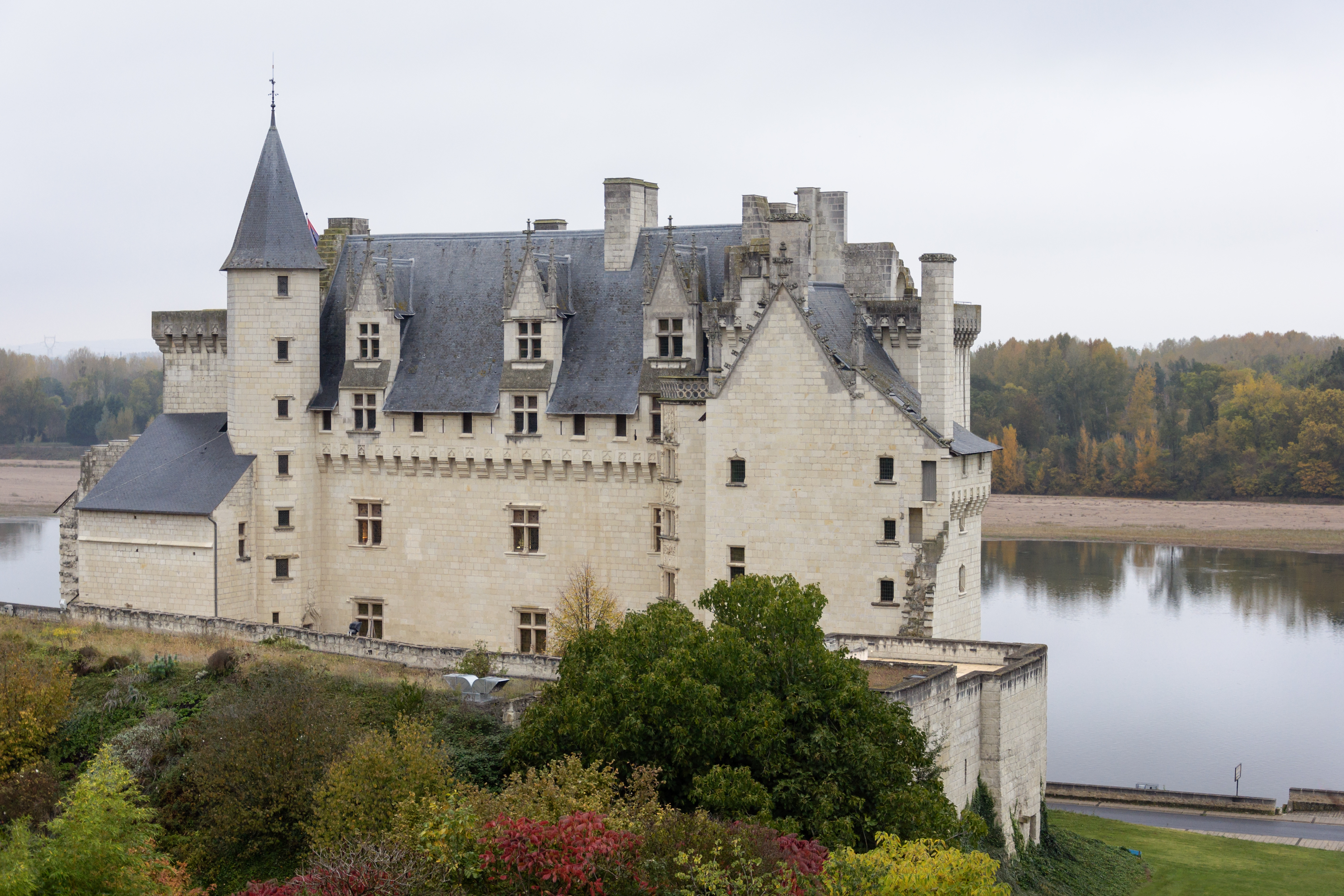
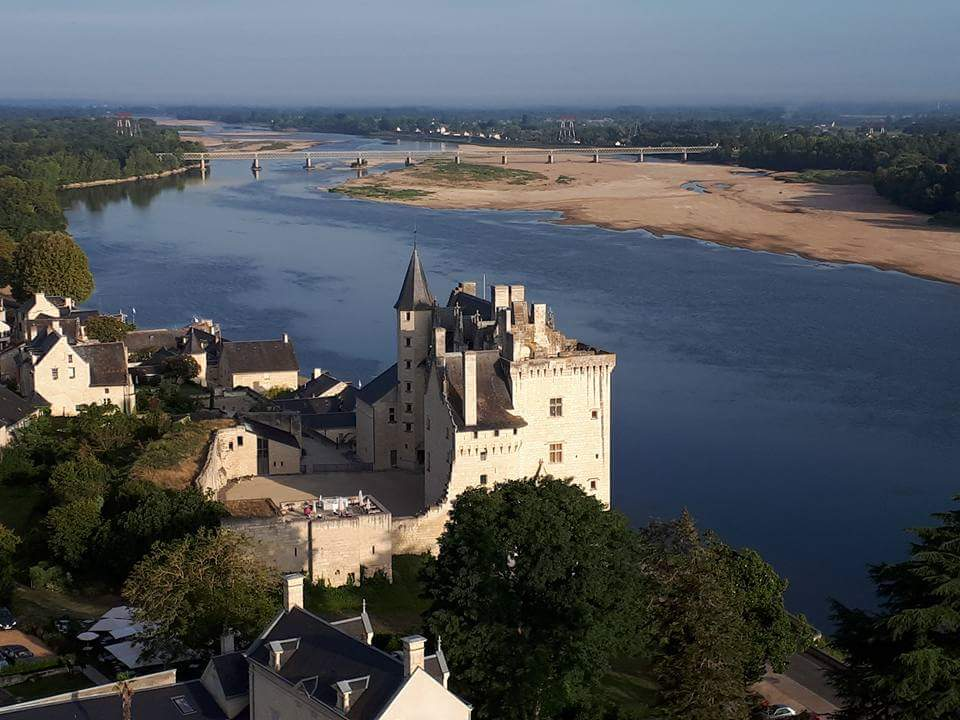
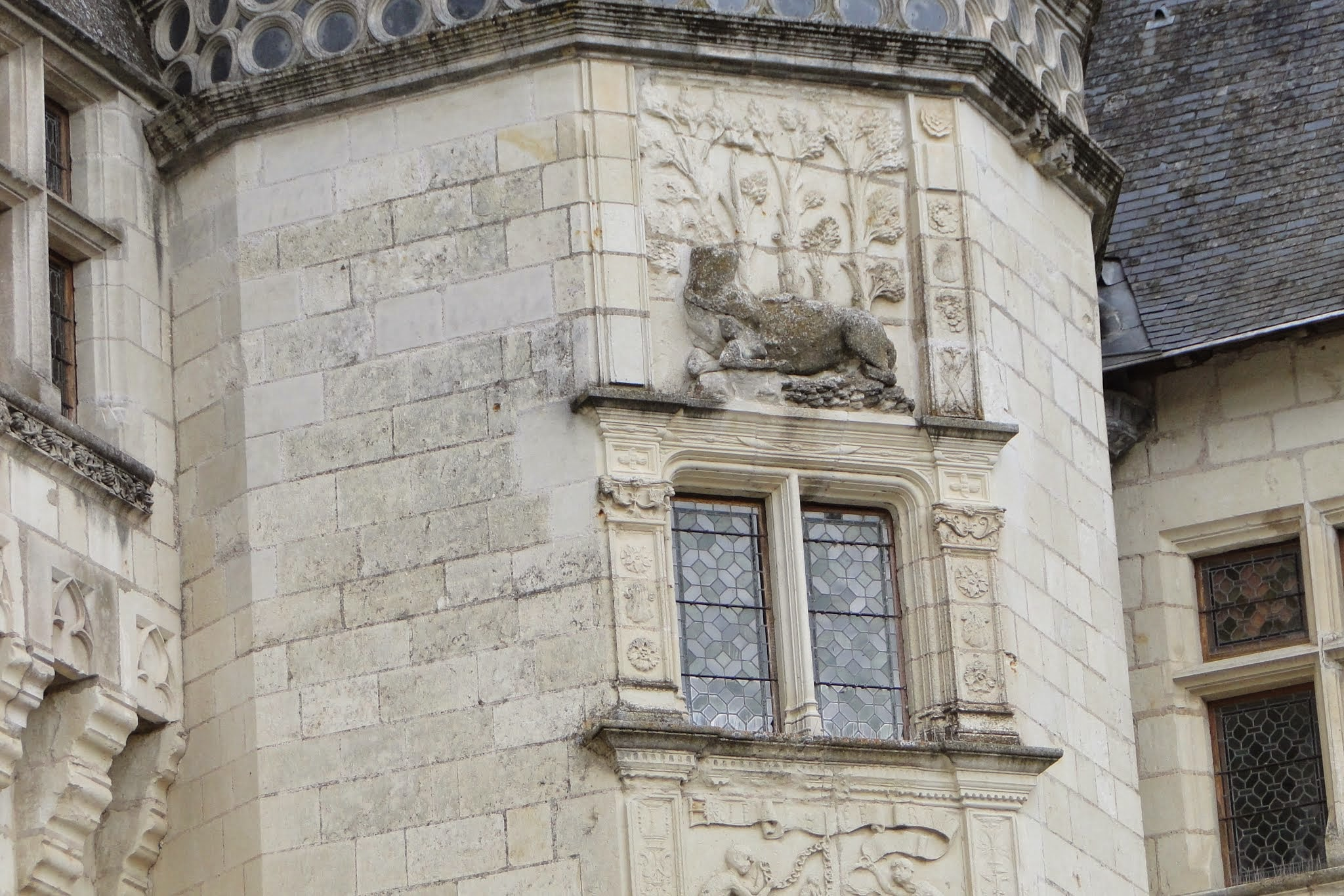
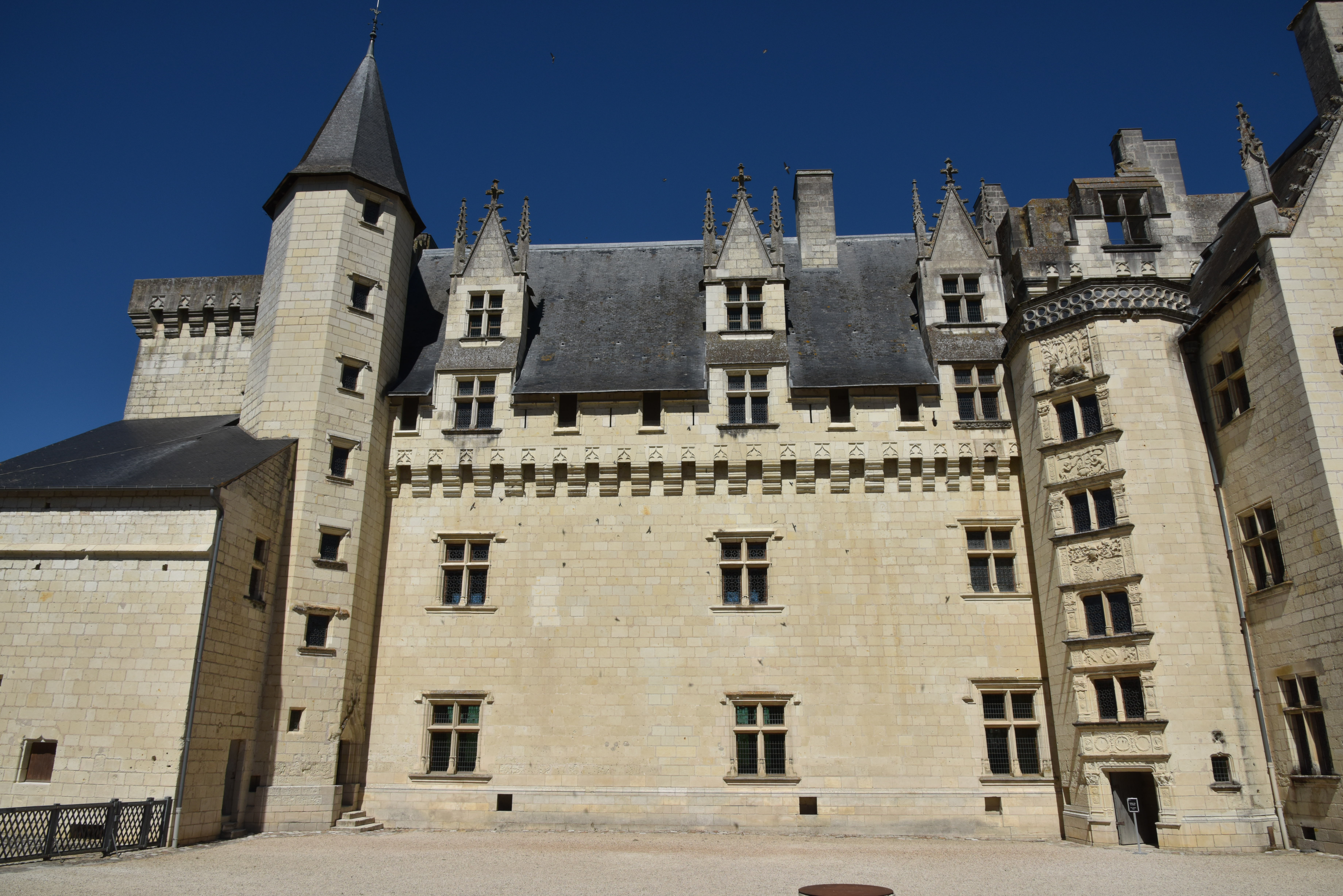

## Panoramavy
1. Rue Jeanne d'Arc
2. Château de Montsoreau – musée d'Art contemporain
3. Kaj vid Loire
4. Montsoreaus gamla hamn
5. Pont de Varennes-Montsoreau
6. Ön Than